# اسپرس علوفه‌ای
اسپرس، اسپرس علوفه‌ای (نام علمی: Onobrychis altissima) نام یک گونه از سرده اسپرس است.